# Tadeusz Spychała
Tadeusz Spychała (* 1933 in Leszno; † 29. August 2003 in Wien) war ein polnisch-österreichischer Architekt.
Tadeusz Spychała studierte 1951–1957 an der Technischen Universität in Krakau Architektur. Er lebte in Österreich und arbeitete zunächst bei den Architekten Karl Schwanzer (1964–1971) und von 1971 bis 1988 zusammen mit Harry Glück. Er machte sich 1989 selbständig und entwickelte sich zu einem Spezialisten für den Büro- und Hotelbau.

## Werke
- Wohnhausanlage, Inzersdorfer Straße/Angeligasse, Wien 10 (1971), zusammen mit Harry Glück und Werner Höfer
- Ehemaliges Rechenzentrum der Stadt Wien, Rathausstraße 1, Wien 1 (1976–1980), zusammen mit Harry Glück und Werner Höfer. 2015 abgerissen
- Hotel Marriott, Parkring 12a, Wien 1 (1983–1985), zusammen mit Harry Glück, Werner Höfer und Peter Czernin
- Wohnhausanlage der Gemeinde Wien, Elterleinplatz 9–12, Wien 17 (1984–1986), zusammen mit Harry Glück, Werner Höfer und Erwin Christoph
- Wohnhausanlage der Gemeinde Wien, Kalvarienberggasse 31, Wien 17 (1984–1986), zusammen mit Harry Glück, Werner Höfer und Erwin Christoph
- Hotel Holiday Inn, Warschau (1989)
- Bürogebäude Kolmex, ul. Grzybowska 80/82, Warschau (1993)
- Hotel Sheraton, ul. Bolesława Prusa 2, Warschau (1996), zusammen mit Piotr Szaroszyk
- Bürogebäude PZU Tower, Aleja Jana Pawła II, Warschau (2000)
- Hotel InterContinental, ul. Emilii Plater 49, Warschau (2001–2003)
- Hotel Radisson Blu Centrum, ul. Grzybowska 24, Warschau (2003)
- Bürogebäude Europol GAZ, Warschau (2003)

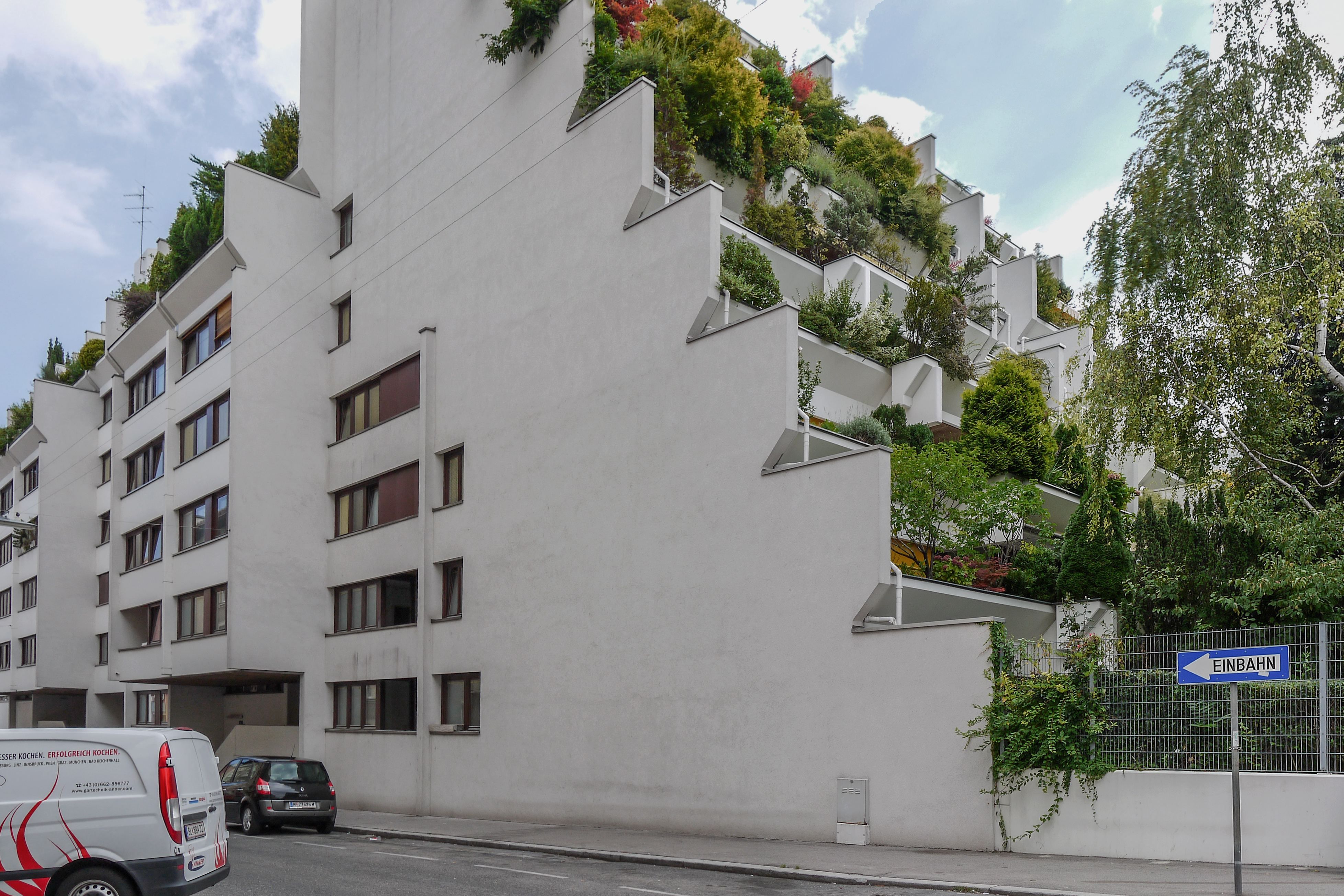
Wohnhausanlage Inzersdorfer Straße-Angeligasse, Wien
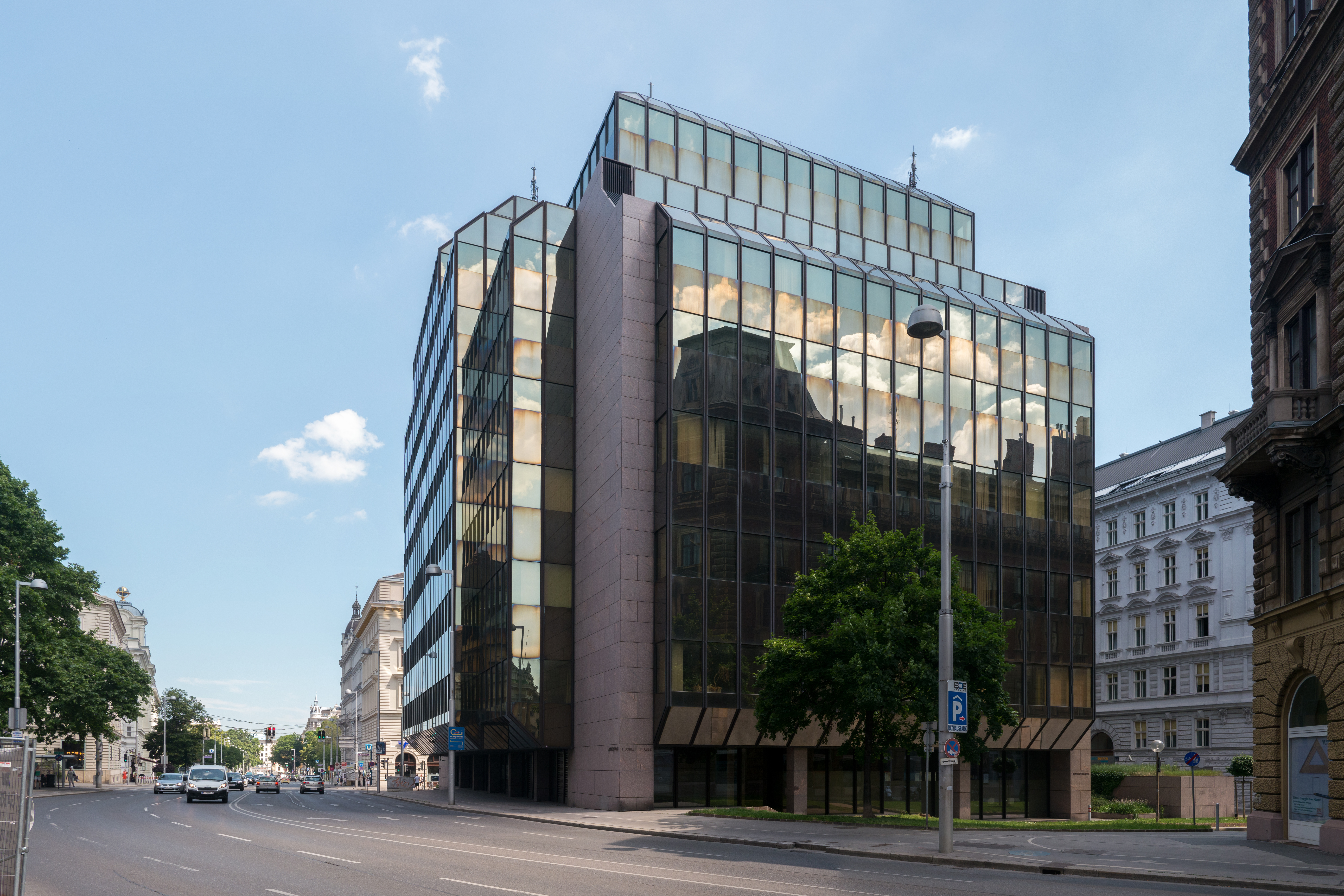
Ehemaliges Rechenzentrum der Stadt Wien, Rathausstraße 1. Abriss für Anfang 2015 geplant.
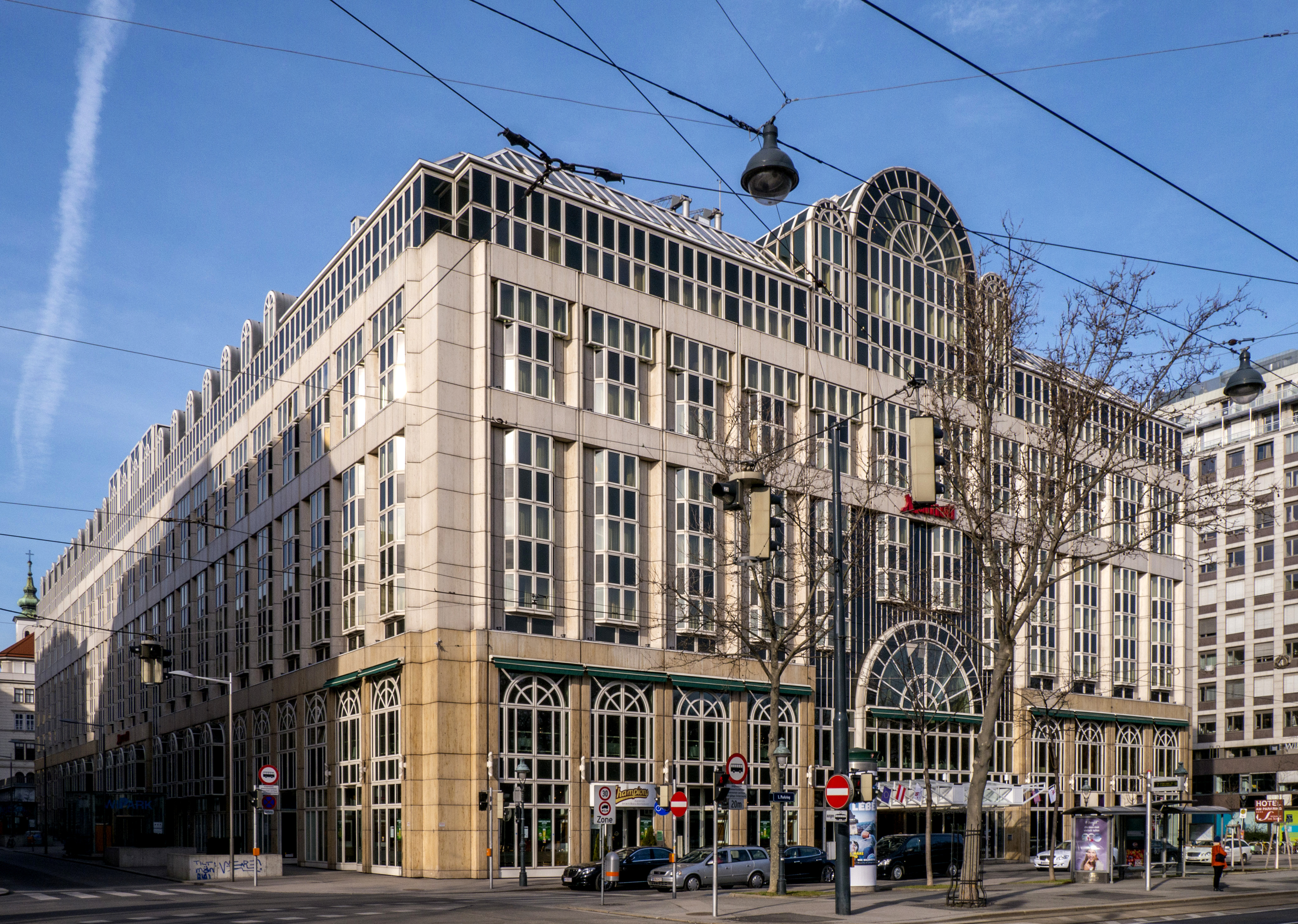
Hotel Marriott, Wien
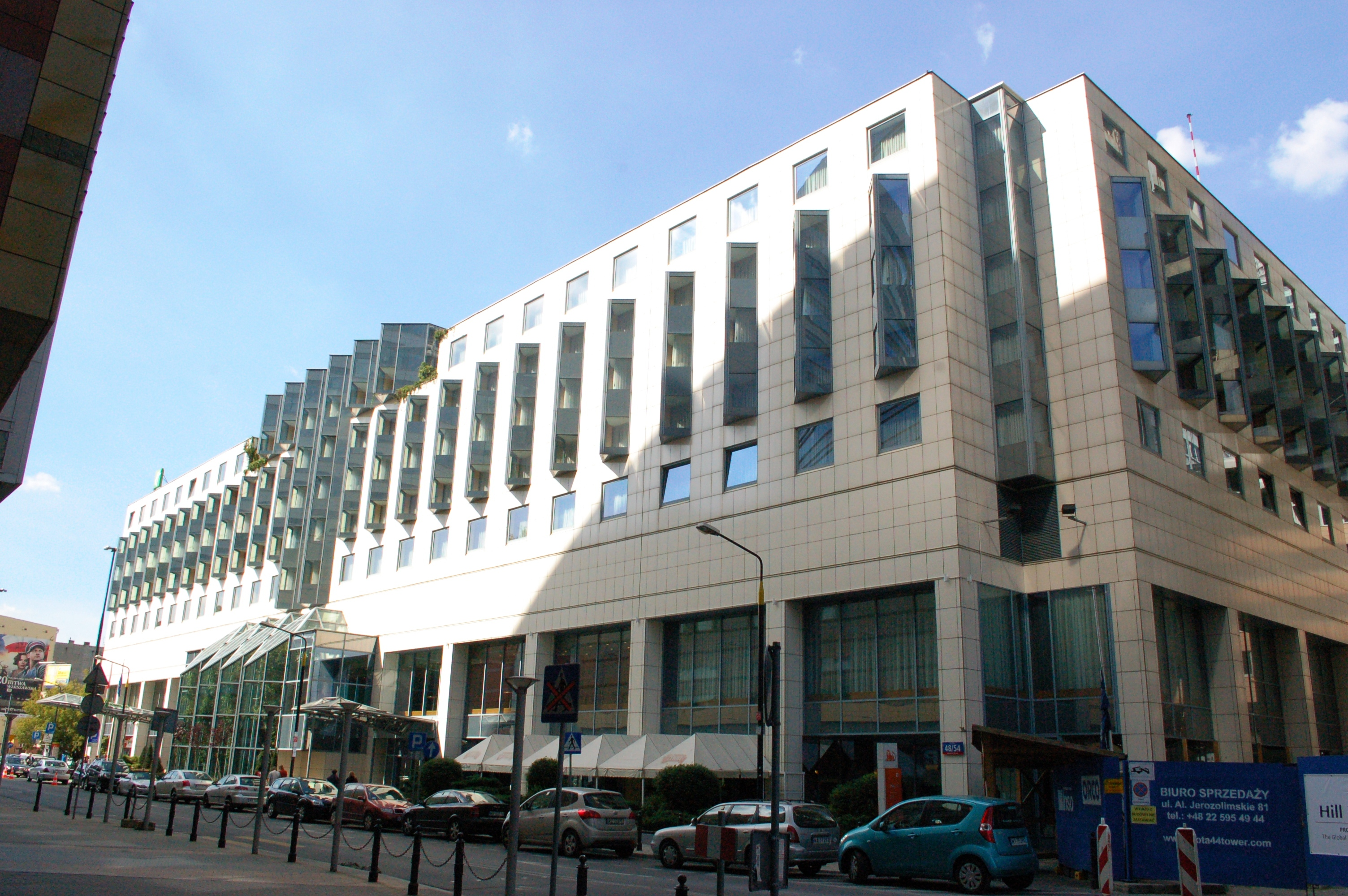
Holiday Inn, Warschau
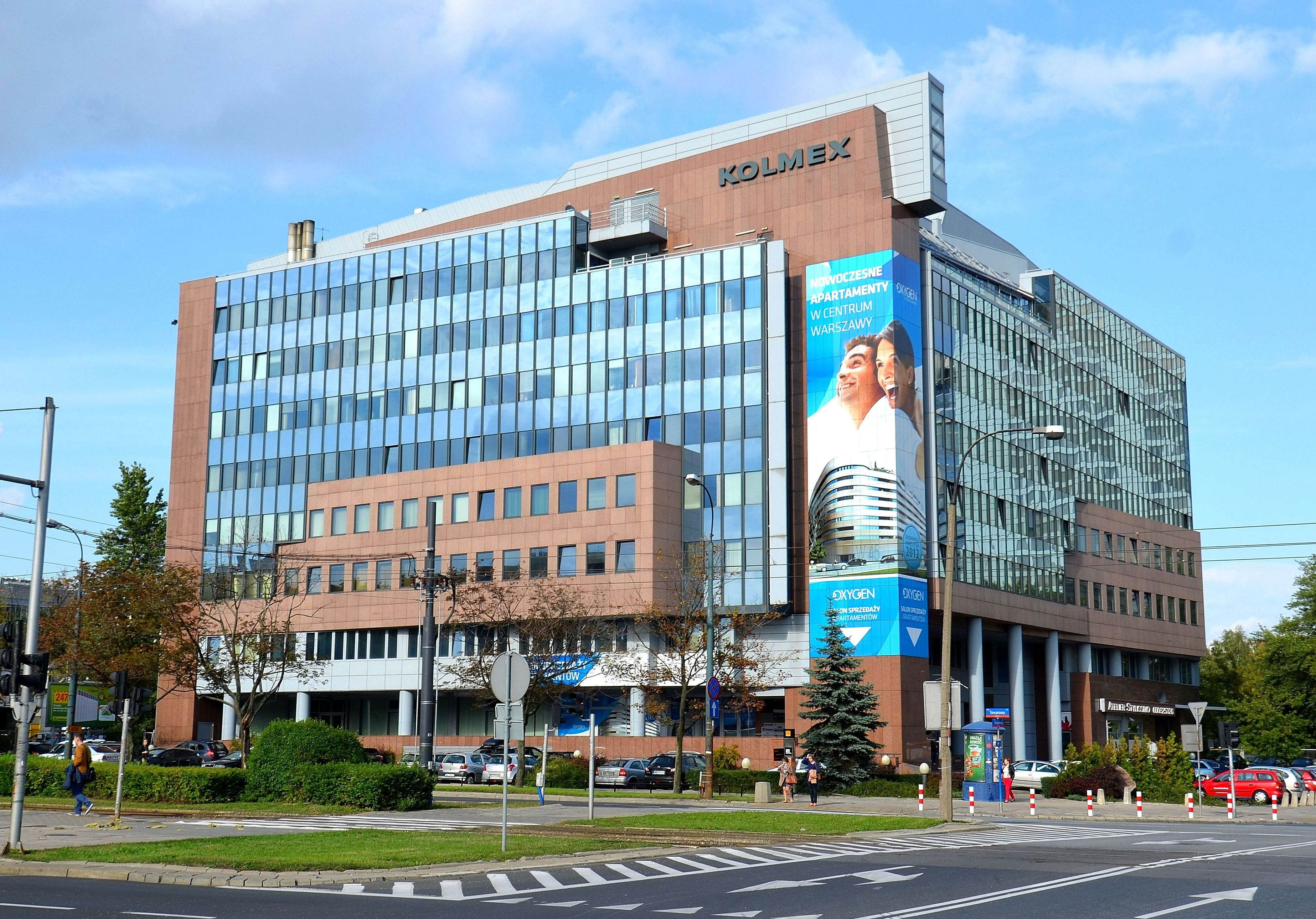
Kolmex, Warschau
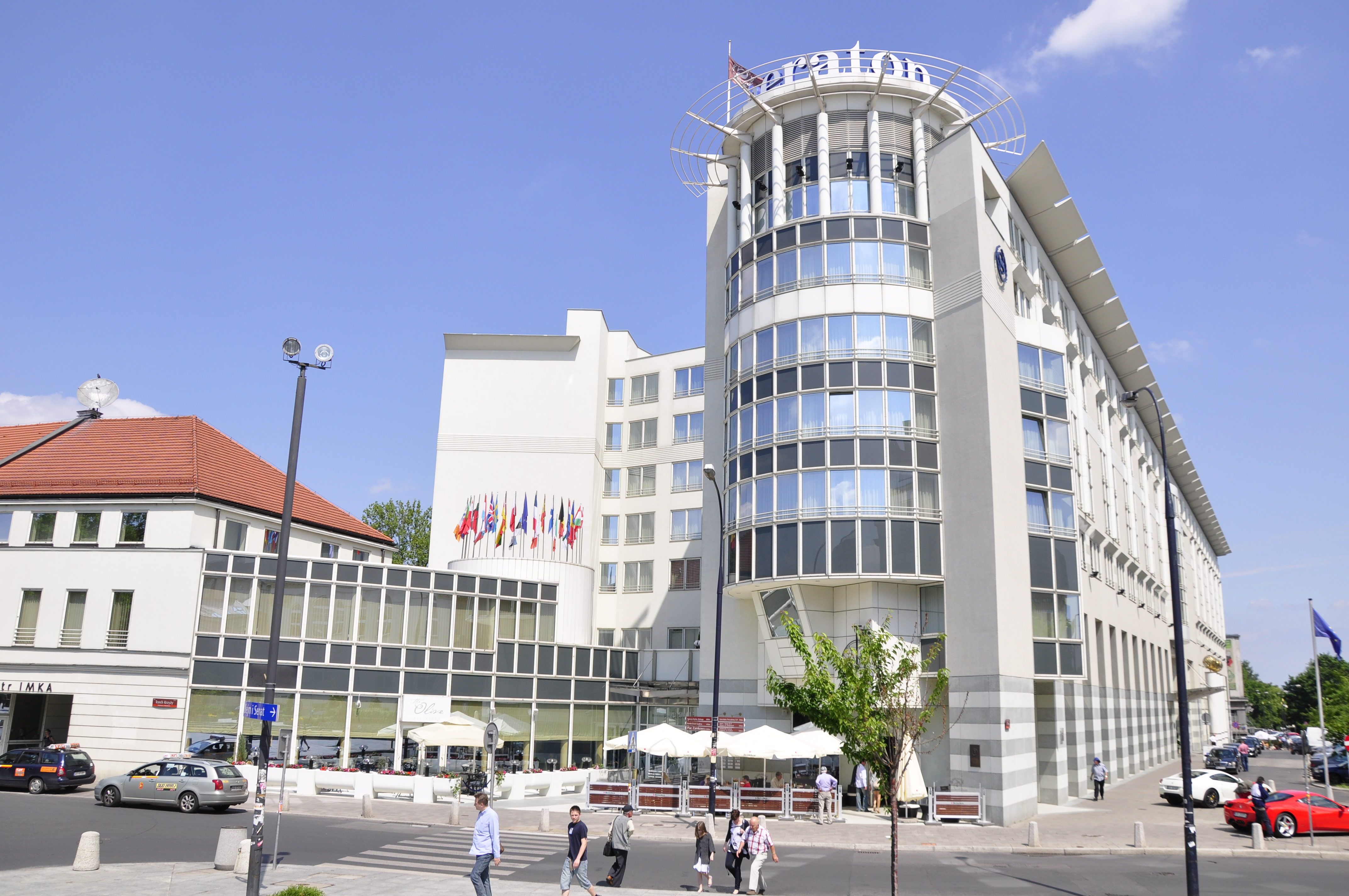
Hotel Sheraton, Warschau
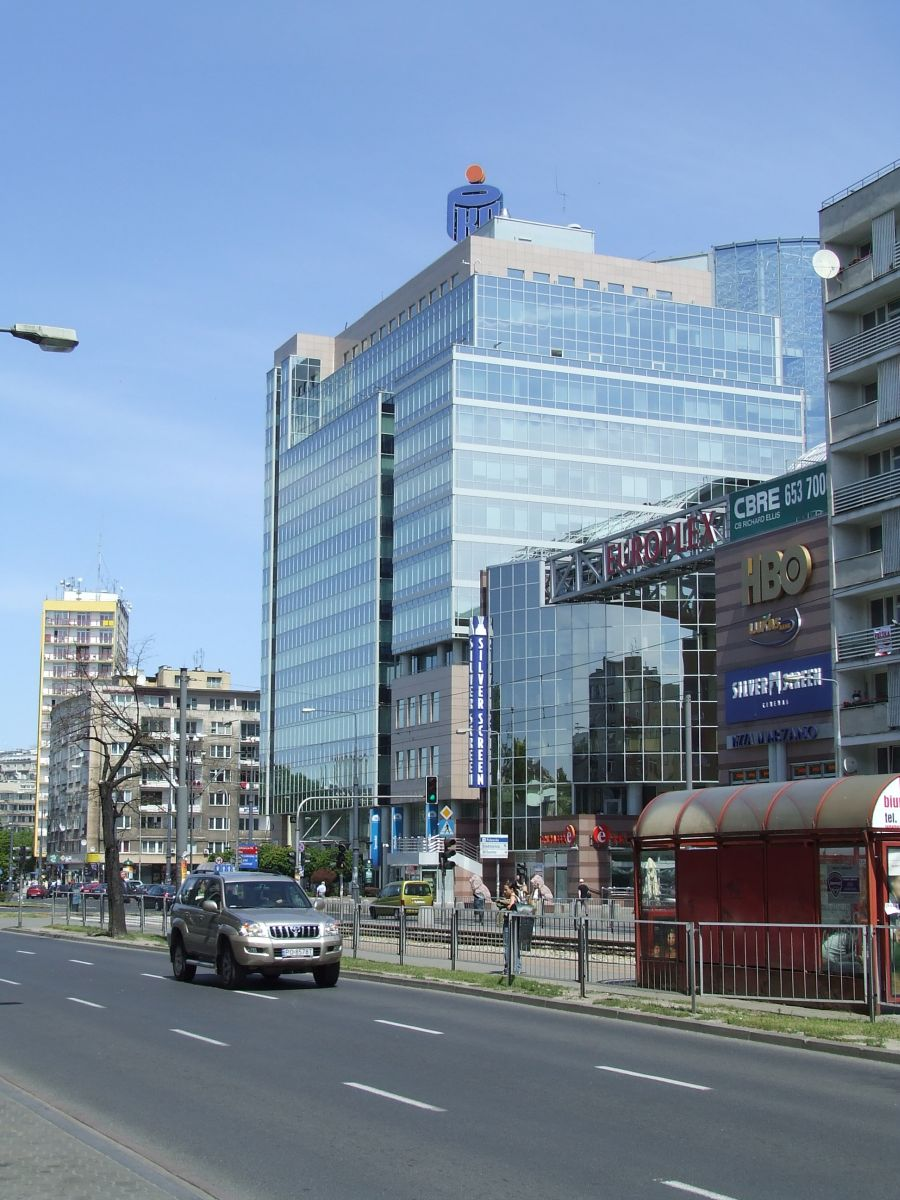
Europlex, Warschau
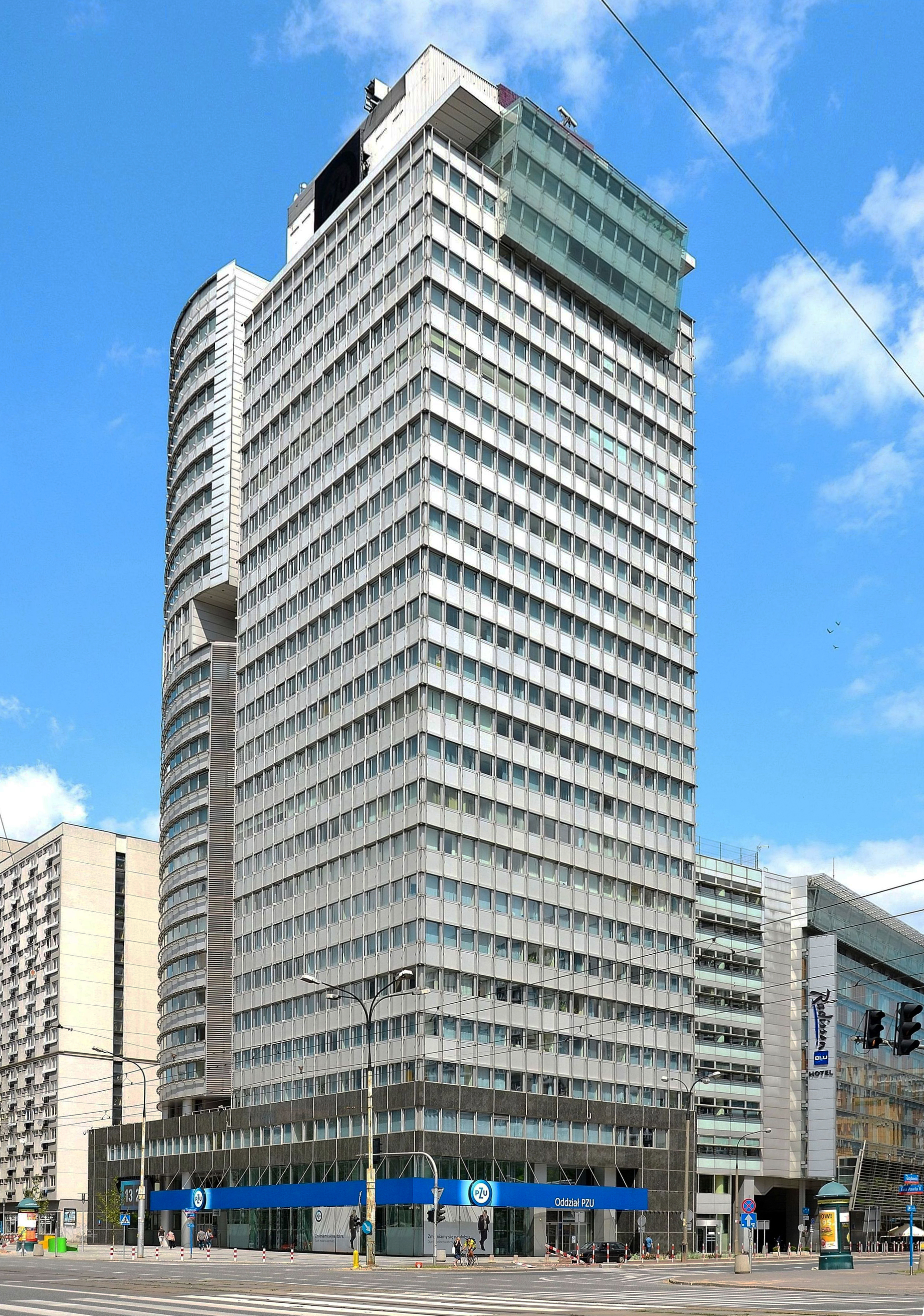
PZU Tower, Warschau
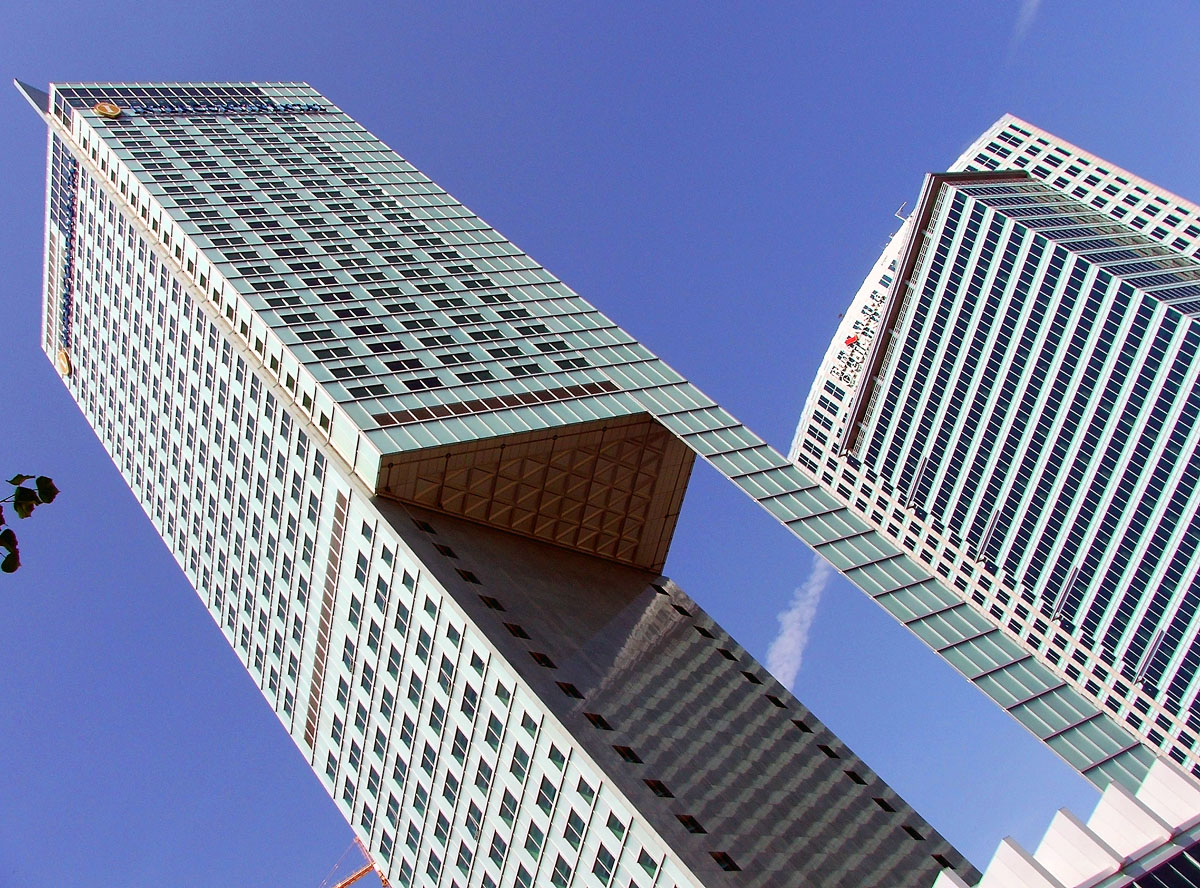
Hotel InterContinental, Warschau